# دينا كريستي
دينا كريستي هي مغنية وممثلة كندية، ولدت في 29 ديسمبر 1942 في لندن في المملكة المتحدة.

## وصلات خارجية
- دينا كريستي على موقع IMDb (الإنجليزية)
- دينا كريستي على موقع قاعدة بيانات الفيلم (الإنجليزية)